# Église Saint-Martin d'Erstein
Pour les articles homonymes, voir Église Saint-Martin.
L'église Saint-Martin est une église située en France sur la commune d'Erstein, dans le département du Bas-Rhin en région Alsace.

## Historique
Mentionnée dès 1281, l'église antérieure fut détruite en 1859 pour être reconstruite entre 1859-1861 sous la maîtrise d'œuvre de l'architecte Antoine Ringeisen.
La tour actuelle a été édifiée en 1710-1715 par l'architecte autrichien Peter Thumb.

## Architecture

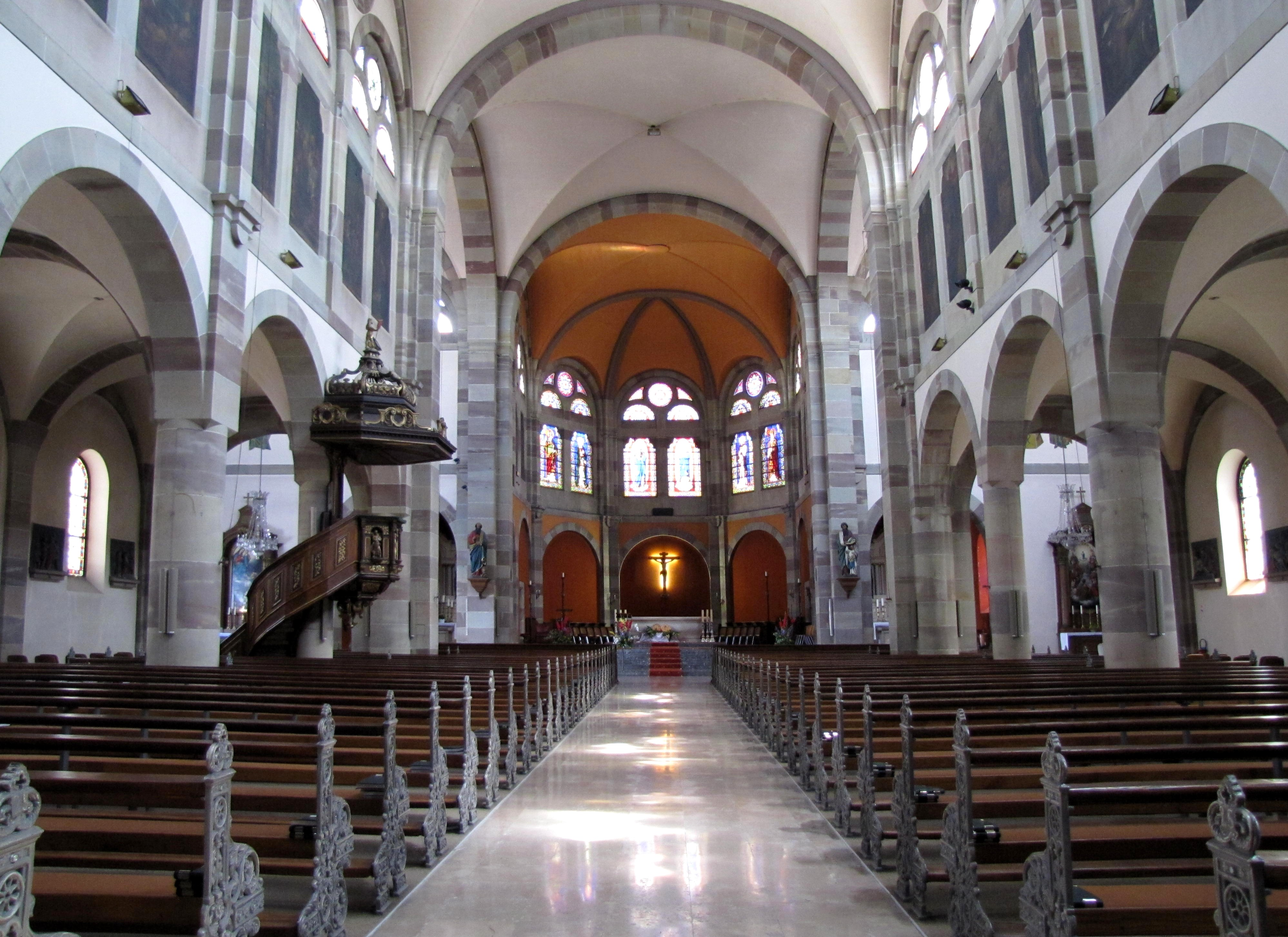
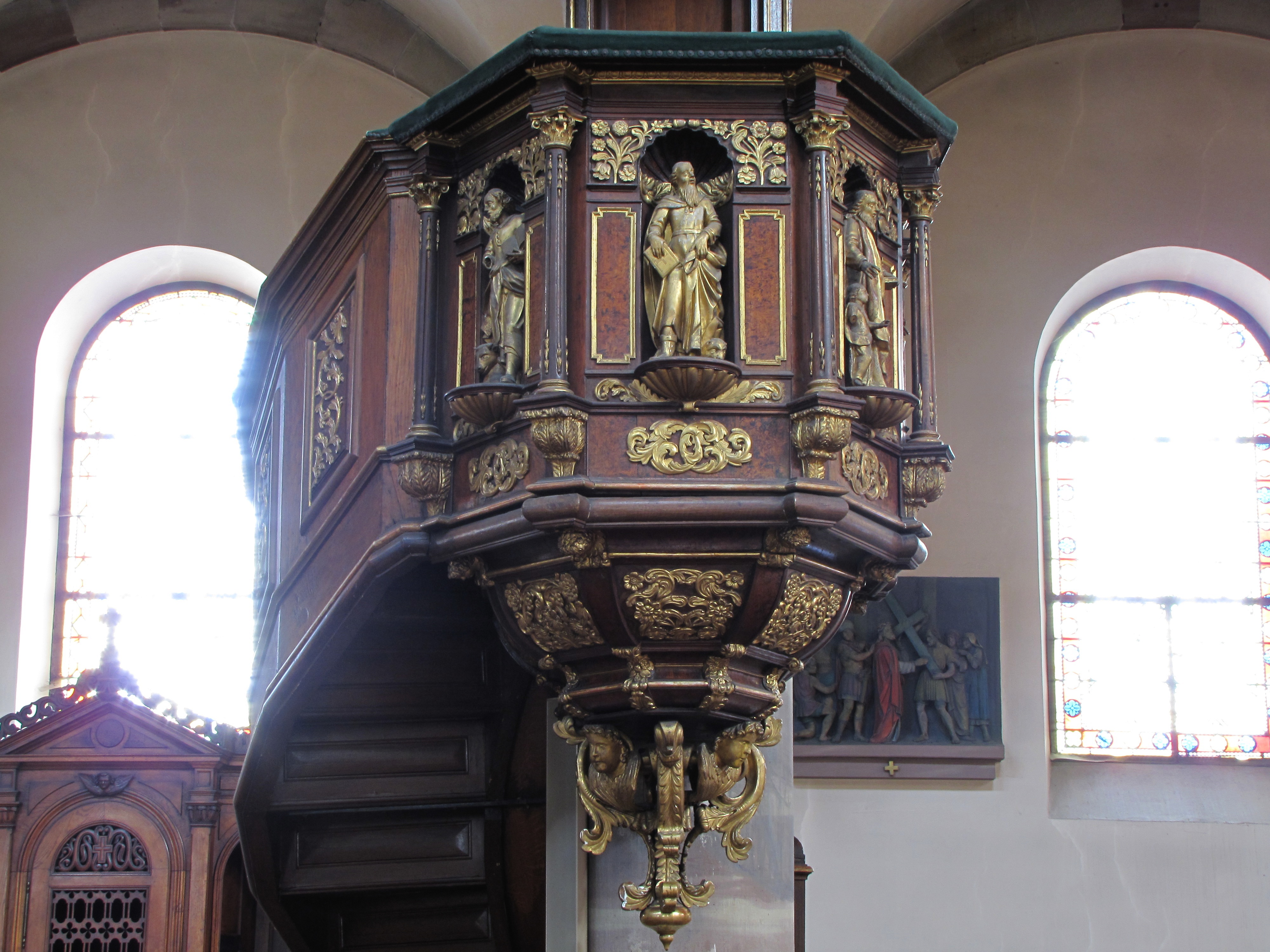
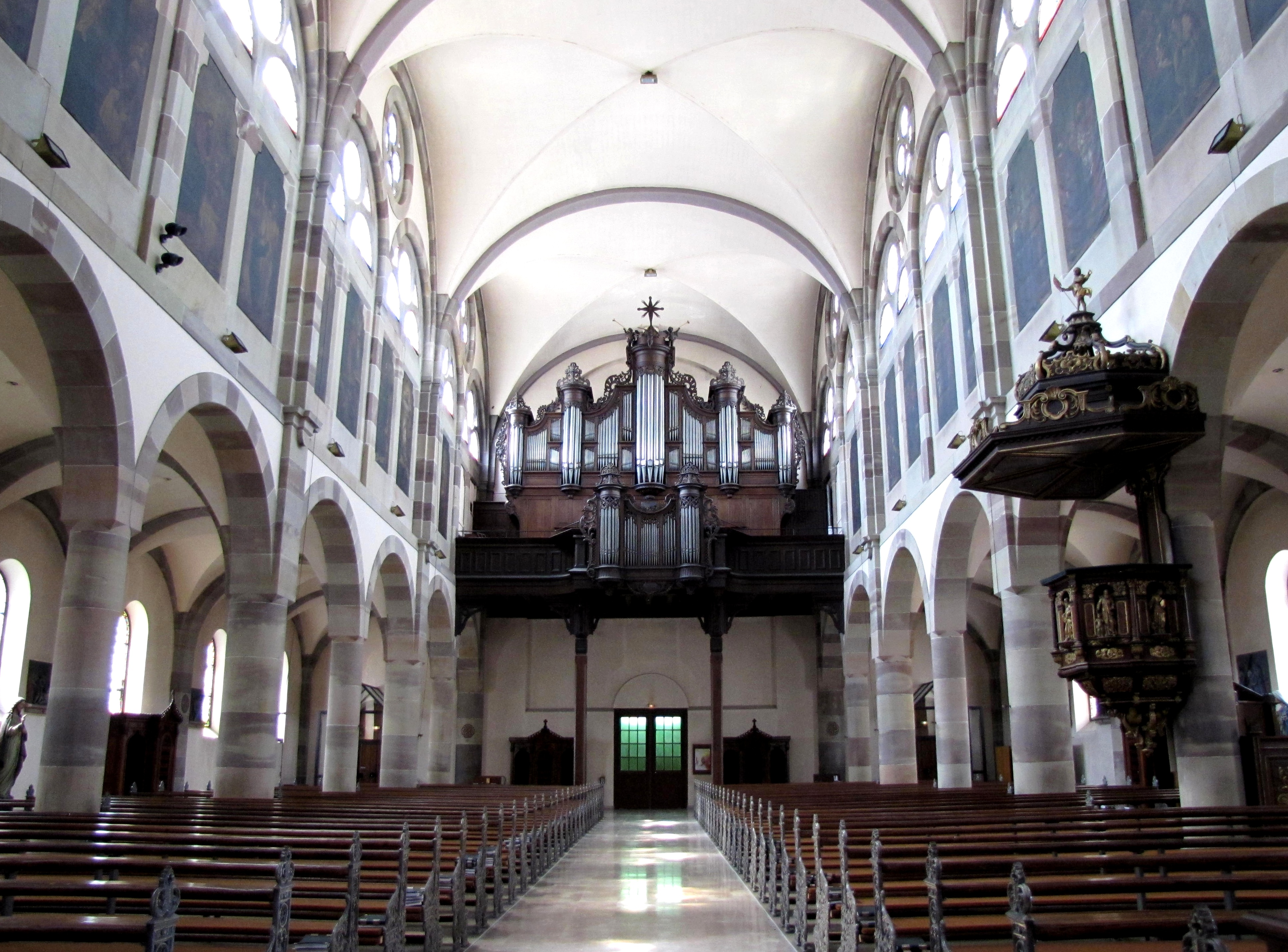
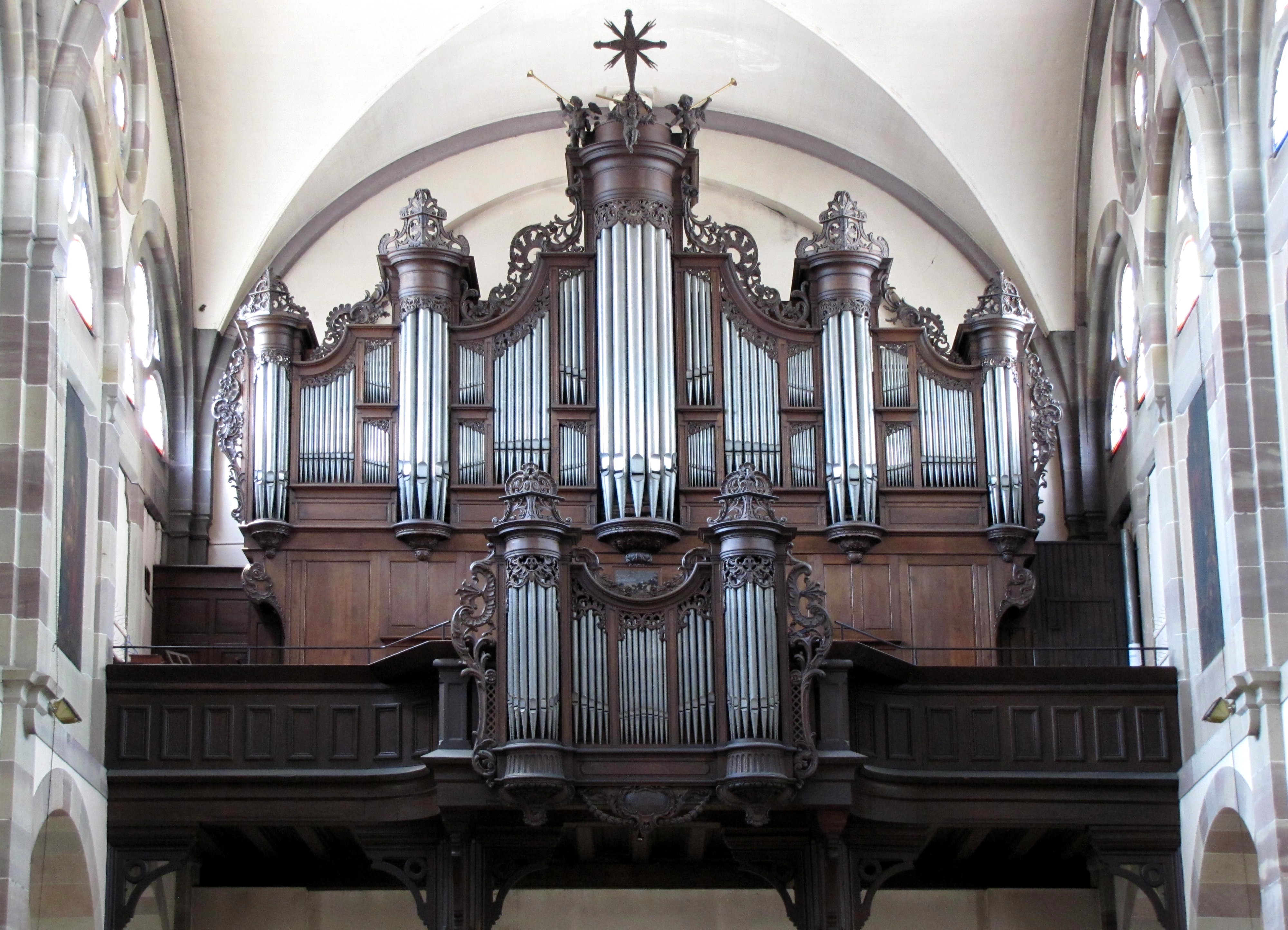

### Horloge
L'église abritait une horloge construite en 1850 par Jean-Baptiste Schwilgué et d'un modèle comparable à celle installée en 1825 à Sélestat,,. . Cette horloge a été motorisée dans les années 1950, puis restaurée (mais pas dans son état d'origine) en 2003 par l'entreprise Bodet. Elle est maintenant installée dans une vitrine au premier étage de l'Etappenstall.

### Orgue
L'orgue d'origine provient de l'église des dominicains de Guebwiller et fut réalisé par Silbermann en 1771,.
La partie instrumentale a été réalisée en 1914 par Roethinger Edmond Alexandre, est classée monument historique au titre d'objet en 1996.